# 梅·帕克
梅·帕克（英語：May Parker），又稱梅嬸（Aunt May），是漫威漫畫旗下的蜘蛛人漫畫系列的重要配角。她是班·帕克的妻子，亦是彼得·帕克的嬸嬸兼養母，一直在養育和支持他。不過在大多數蜘蛛人漫畫和影視作品中，她一直不知道彼得的秘密生活，並認為蜘蛛人很可怕。在守寡多年後，梅嬸嫁給了老約翰·喬納·詹姆森（號角日報總編J·喬納·詹姆森的父親）。

## 其他媒體

### 電影
- 蜘蛛人三部曲：由羅斯瑪麗·哈里斯飾演。
  - 《蜘蛛人》（2002年）
  - 《蜘蛛人2》（2004年）
  - 《蜘蛛人3》（2007年）
- ：由莎莉·菲爾德飾演。
  - 《蜘蛛人：驚奇再起》（2012年）
  - 《蜘蛛人驚奇再起2：電光之戰》（2014年）
- 漫威電影宇宙：由瑪麗莎·托梅飾演。
  - 《美國隊長3：英雄內戰》（2016年）
  - 《蜘蛛人：返校日》（2017年）
  - 《復仇者聯盟4：終局之戰》（2019年）：客串
  - 《蜘蛛人：離家日》[3]（2019年）
  - 《蜘蛛人：無家日》（2021年）
- 蜘蛛宇宙系列：由莉莉·湯姆琳配音
  - 《蜘蛛人：新宇宙》（2018）

### 電子遊戲
- 《蜘蛛人》：由南希·利那里配音[4]。
- 《蜘蛛人2》：在彼得的回憶中登場。

## 腳註
1. ↑  神奇的蜘蛛俠＃600
2. ↑  The Amazing Spider-Man #600
3. ↑  Kroll, Justin. . Variety. May 21, 2018  [May 21, 2018]. （原始内容存档于2018-05-21）.
4. ↑  . IMDb.   [2018-09-19]. （原始内容存档于2017-11-03）.

## 外部連結
- Comic Book Awards Almanac
- The Women of Marvel Comic's Aunt May Page
- Aunt May's Profile at Spiderfan.org （页面存档备份，存于）